# Antonio Ledezma
Antonio Ledezma (* 1. květen 1955, San Juan de Los Morros, Guárico) je venezuelský opoziční politik, v letech 2008–2015 starosta Caracasu, spolu s Leopoldem Lópezem jeden z předních kritiků venezuelského prezidenta Nicoláse Madura. V minulosti byl také silným kritikem socialistického režimu prezidenta Huga Cháveze.

## Životopis
V roce 2008 byl ve volbách zvolen starostou Caracasu, tohoto úřadu byl avšak režimem zbaven v únoru roku 2015.

### Politický vězeň (2015–)
V únoru roku 2015 byl jako starosta Caracasu za vlády Madurova režimu zatčen venezuelskou tajnou službou z obavy údajné přípravy státního převratu, ředitelka jeho kanceláře, Helen Fernandézová, to pak okomentovala slovy, že byl odvlečen silou a že jej bili. Na začátku srpna roku 2017 byl opětovně násilím odvezen z domova venezuelskou tajnou službou (SEBIN) neznámo kam.

## Vyznamenání
- velkodůstojník Řádu prince Jindřicha – Portugalsko, 29. května 1998[8]